# Апеляційний суд Автономної Республіки Крим
Апеляційний суд Автономної Республіки Крим — колишній загальний суд апеляційної (другої) інстанції, який здійснював правосуддя на території Автономної Республіки Крим до анексії Криму Російською Федерацією. З того часу розгляд відповідних справ забезпечувався Апеляційним судом міста Києва.
Суд ліквідовано Указом Президента України від 29 грудня 2017 року. Вища рада правосуддя припинила його роботу 25 січня 2018 року.
Судовою реформою передбачено утворення Кримського апеляційного суду, що відбудеться з дня, визначеного у повідомленні голови нового суду в газеті «Голос України» відповідно до ч. 6 ст. 147 Закону України «Про судоустрій і статус суддів».

## Про суд
в Апеляційному суді Автономної Республіки Крим діють 5 судових палат:
- судова палата у цивільних справах (м. Сімферополь)
- судова палата у цивільних справах (м. Феодосія)
- судова палата у кримінальних справах (м. Сімферополь)
- судова палата у кримінальних справах (м. Феодосія)
- спеціалізована судова палата у кримінальних справах.

## Повноваження Апеляційного суду АРК
Законом визначено такі повноваження апеляційного суду: розгляд справ відповідної судової юрисдикції в апеляційному порядку згідно з процесуальним законом; у випадках, передбачених процесуальним законом, розгляд справ відповідної судової юрисдикції як судом першої інстанції; аналіз судової статистики, вивчення та узагальнення судової практики; надання місцевим судам методичної допомоги в застосуванні законодавства; здійснення інших повноважень, визначених законом.

## Повноваження голови Апеляційного суду АРК
Очолює апеляційний суд голова суду. До повноважень голови апеляційного суду належать:
- представлення суду як органу державної влади у зносинах з іншими органами державної влади, органами місцевого самоврядування, фізичними та юридичними особами;
- визначення адміністративних повноважень заступників голови апеляційного суду;
- контроль за ефективністю діяльності апарату суду, внесення Голові Державної судової адміністрації України подання про призначення на посаду керівника апарату суду, заступника керівника апарату суду та про звільнення їх з посад, а також про застосування до керівника апарату суду, його заступника заохочення або накладення дисциплінарного стягнення відповідно до законодавства;
- видання на підставі акта про обрання на посаду судді чи звільнення судді з посади відповідного наказу;
- повідомлення Вищої кваліфікаційної комісії суддів України про наявність вакантних посад у апеляційному суді в десятиденний строк з дня їх утворення;
- забезпечення виконання рішень зборів суддів апеляційного суду; контроль за веденням та аналізом судової статистики, організація вивчення та узагальнення судової практики, дбання про інформаційно-аналітичне забезпечення суддів з метою підвищення якості судочинства;
- забезпечення виконання вимог щодо підвищення кваліфікації суддів апеляційного суду;
- здійснення інших повноважень, визначених законом.

## Організаційне забезпечення
Організаційне забезпечення роботи апеляційного суду здійснює його апарат, який очолює керівник апарату. Керівник апарату суду призначає на посаду та звільняє з посади працівників апарату суду, застосовує до них заохочення та накладає дисциплінарні стягнення.
Відповідно до Указу Президента України від 4 березня 2004 року № 268/2004 «Про розміщення Апеляційного суду Автономної Республіки Крим» частина цього суду розміщена в місті Феодосії по вулиці Грецька, 3-а.
Судова палата у цивільних справах Апеляційного суду Автономної Республіки Крим (м. Феодосія) розглядає апеляційні скарги на судові рішення, які надходять з Феодосійського міського суду, Судацького міського суду, Керченського міського суду, Нижньогірського районного суду, Совєтського районного суду, Ленінського районного суду, Кіровського районного суду Автономної Республіки Крим.
Судова палата у кримінальних справах Апеляційного суду Автономної Республіки Крим (м. Феодосія) розглядає апеляційні скарги; протести прокурора на постанови суддів у справах про адміністративні правопорушення, апеляційні скарги на вироки, ухвали, постанови суду у кримінальних справах у яких засуджені не перебувають під вартою; постанови про застосування або не застосування примусових заходів виховного та медичного характеру, апеляцій на ухвали місцевих судів про закриття провадження у справі, направлення справи на додаткове розслідування, які надходять з Феодосійського міського суду, Судацького міського суду, Керченського міського суду, Нижньогірського районного суду, Совєтського районного суду, Ленінського районного суду, Кіровського районного суду Автономної Республіки Крим.

## Голови Апеляційного суду Автономної Республіки Крим
- Шастін Олексій Михайлович (10 квітня 1951 — 26 листопада 1956)
- Полянська Антоніна Федорівна (26 листопада 1957 — 3 травня 1961)
- Панченко Яків Павлович (3 травня 1961 — 24 березня 1971)
- Волянський Микола Петрович (24 березня 1971 — 12 грудня 1984)
- Тютюнник Михайло Степанович (12 грудня 1984 — 21 травня 2009)
- Лунін Сергій Вікторович (10 червня 2009 — 6 жовтня 2011)
- Чернобук Валерій Іванович (9 грудня 2011 — 17 березня 2014)